# Gattya heurteli
Gattya heurteli är en nässeldjursart som först beskrevs av Chantal Billard 1906.  Gattya heurteli ingår i släktet Gattya och familjen Halopterididae.  Artens utbredningsområde är västra Indiska oceanen. Inga underarter finns listade i Catalogue of Life.